# Steve Hanna
Steve Hanna, född 30 oktober 1958, är en friidrottare från Bahamas. Han deltog vid olympiska sommarspelen 1984 och olympiska sommarspelen 1988.